# Lisa e il diavolo
Lisa e il diavolo è un film del 1973, diretto da Mario Bava e interpretato da Elke Sommer, Sylva Koscina e Alessio Orano.

## Trama
Durante un viaggio a Toledo, Lisa Reiner si imbatte in un antico affresco raffigurante il Diavolo che porta via i morti. Seguendo una melodia, entra in un negozio dove incontra il misterioso Leandro, intento a lavorare su un manichino con baffi, che ricorda inquietantemente il Diavolo del dipinto. Spaventata, Lisa fugge e si perde tra le strade della città. Vaga fino a incontrare Carlo, identico al manichino di Leandro, che la chiama "Elena" e dichiara di essere tornato per lei. Nella confusione, Lisa lo respinge provocandone accidentalmente la caduta. In cerca d'aiuto, accetta un passaggio da Francis Lehar, sua moglie Sophia e il loro autista George. L'auto, però, subisce un guasto e i quattro sono costretti a cercare rifugio in una villa decadente, dove il sinistro Leandro sovrintende agli ultimi resti di un'antica nobiltà, servendo una contessa cieca e suo figlio Maximilian.
Durante la notte, strani eventi iniziano a tormentare Lisa. Maximilian sembra confonderla con Elena, una donna del suo passato, mentre Lisa ha visioni disturbanti di sé stessa e di misteriosi incontri con Carlo. Quando il corpo di George viene ritrovato senza vita, la tensione esplode. Nonostante le morti e le sparizioni, Maximilian continua a proclamare il suo amore per Lisa, mentre la contessa trama per proteggere la loro famiglia. La situazione precipita con la scoperta di inquietanti segreti: un cadavere rinchiuso in una stanza, la violenta gelosia di Maximilian, e l'apparente resurrezione dei morti. Lisa è risucchiata in un incubo senza fine, dove nulla è come appare, e Leandro sembra tirare invisibilmente le fila di un macabro destino. Il mistero si infittisce in un'atmosfera di sogno e morte, senza offrire alcuna certezza su cosa sia reale e cosa appartenga a un incubo antico quanto la villa stessa.

## Produzione
Il film venne girato in Spagna e nel Lazio, dall'inizio di settembre al tardo novembre 1972. Il titolo originale doveva essere Il diavolo e i morti. Secondo Lamberto Bava, figlio del regista, alcune parti di dialogo furono ispirate dalla lettura del romanzo di Fëdor Dostoevskij I demoni. Per le riprese di questo film, Mario Bava ricevette per la prima volta carta bianca dal produttore Alfredo Leone. Tuttavia quest'ultimo, temendo un insuccesso, si ricredette e decise di ritirare la pellicola, ripresentandola modificata nell'aprile 1975 con il titolo La casa dell'esorcismo, in cui, sulla falsariga de L'esorcista (1973) di William Friedkin, furono aggiunte scene che secondo lui avrebbero potuto esercitare maggiore presa su un pubblico più vasto. Per molti anni la versione originale italiana fu creduta persa e andò in onda per la prima volta nel 2004 su Sky.

## Critica
Il film fu presentato al Festival di Cannes il 9 maggio 1973. A detta del produttore Alfredo Leone, la prima proiezione fu disastrosa, facendogli ritenere che il film non aveva le carte in regola per essere venduto a distributori e committenti stranieri. Fu così che Lisa e il diavolo non ricevette alcuna programmazione nei cinema. Solo più tardi fu rivalutato da alcuni, che riconobbero in questa pellicola il genio di Bava. Il regista costruisce, fotogramma per fotogramma, una fitta trama di intrecci e misteri, in un crescendo di tensione che culmina nel finale.
Resta comunque una delle opere su cui maggiormente si riflettono le divisioni della critica: capolavoro per alcuni, mentre per altri si tratta di un film minore.

## Distribuzione
La pellicola originale in lingua italiana è stata digitalizzata e distribuita in DVD in una edizione a due dischi da RaroVideo nel 2004. All'interno sono presenti anche scene tagliate e il film La casa dell'esorcismo.
Nel maggio 2011, è stata pubblicata una nuova edizione ad opera della Minerva Pictures sempre in collaborazione con Rarovideo dal titolo La casa dell'esorcismo contenente soltanto la versione modificata dal produttore nel 1975.